# Портрет на Мария-Луиза Бурбон-Пармска
„Портрет на Мария-Луиза Бурбон-Пармска“ (на италиански: „Ritratto di Maria Luisa di Parma“) е картина на испанския художник Франсиско Гоя от края на 18 век.
Картината (202 х 124 см) е изложена в Зала 33 на Национален музей „Каподимонте“ в Неапол. Използвана техника е маслени бои върху платно.

## История
Картината е рисувана в края на 18 век от придворния художник Франсиско Гоя и изобразява Мария-Луиза Бурбон-Пармска (1751 – 1819), кралица на Испания в периода 1788 – 1808 г. Редом до нейния портрет в Кралския апартамент в Музей Каподимонте е изложен и портретът на съпруга ѝ Карлос IV, крал на Испания в периода 1788 – 1808 г. И двата портрета пристигат в Неапол по волята на кралската дъщеря Мария-Исабела Бурбон-Испанска.

## Описание
В творбата си художникът се е постарал да придаде както физическа, така и душевна красота на оригинала, но резултатът е несполучлив. Кралицата е изобразена в толкова много спектрална светлина, че прилича на призрак, излизащ от тъмнината. Виждаме мрачно и грозно лице, което разкрива характер на почти дива, покварена и груба жена, водещ до конфликти с поданиците ѝ, както и фалшива, пренебрежителна усмивка, символ на упадъка на династията.
В музея „Прадо“ в Мадрид са изложени множество портрети на кралското семейство, дело на Франсиско Гоя.